# 坂巻亮侑
坂巻 亮侑（さかまき りょうすけ、9月12日 - ）は、日本の男性声優。埼玉県出身。フリー。旧芸名：坂巻 亮祐（読みは同じ）。

## 経歴
幼い頃から登場人物になりきって熱中して見ていたほどアニメが好きであり、「アニメ関係の仕事をしたい!」と考えるようになる。
絵がかなり下手であったため、その関連は無理だなと感じて声優を目指すことを決意するようになった。養成所に入所するまで演技の経験はなかったという。
The・声優塾出身。2008年4月までDoaプロダクション、2009年4月から2012年3月までビーボに所属。2013年1月から2023年6月まで同人舎（現：アル・シェア）所属。
2014年1月より坂巻 亮侑に改名する。

## 人物
趣味は読書、裁縫。野菜作り、畑作り、軽トラック取り扱い全般。

## 出演
太字はメインキャラクター。

### テレビアニメ
2005年
- あかほり外道アワーらぶげ（魂ちゃん、ひとでライダー、漫画家2、不良A 他）

2006年
- GO!GO!カートくん（ケビンくん）※DVDvol.3より、坂巻亨という誤字
- 少年陰陽師（雑鬼（一） #4）
- ふしぎ星の☆ふたご姫 Gyu!（ファンゴ、男の子）
- ラブゲッCHU 〜ミラクル声優白書〜（CMナレーション #13）

2007年
- 京四郎と永遠の空（七番隊 #2、10）
- デルトラクエスト（リーフ）

2008年
- しゅごキャラ!（男子） - 2シリーズ
- バトルスピリッツ 少年突破バシン（2008年 - 2009年、ストライカー）

2009年
- 家庭教師ヒットマンREBORN!（針山紋太）
- DARKER THAN BLACK -流星の双子-（ニカ）
- 東京マグニチュード8.0（ボランティア）
- 毎日かあさん（2009年 - 2012年、バッタマン、少年たち、王子、ウェイター、ルイスくん 他）

2010年
- もっとTo LOVEる -とらぶる-（魚人）

2011年
- 輪るピングドラム（山下洋介）

2012年
- 宇宙兄弟（ローリー・クオモ）

### 劇場アニメ
- 『宇宙兄弟#0』（2014年、ローリー・クオモ）

### ゲーム
2007年
- SDガンダム GGENERATION SPIRITS
- ワイルドアームズ クロスファイア（レヴィン・ブレンテン）

2009年
- バトルスピリッツ 輝石の覇者（ストライカー）

2010年
- Starry☆Sky 〜in Summer〜 Portable
- ワンド オブ フォーチュン 〜未来へのプロローグ〜（エドガー・ブライアース）
- ワンド オブ フォーチュン 〜未来へのプロローグ〜 ポータブル（エドガー・ブライアース）

2011年
- ワンド オブ フォーチュン2 〜時空に沈む黙示録〜（エドガー・ブライアース、ラット）

2012年
- ワンド オブ フォーチュン2 FD 〜君に捧げるエピローグ〜（エドガー・ブライアース）

2018年
- 古書店街の橋姫 々（玉森）
- でみめん (エンディンガー)

2019年
- 白き鋼鉄のX THE OUT OF GUNVOLT（ジン）

### ドラマCD
- Honey Hunt Special Drama Cd（南谷Q太）（cheese!2007年8月号付録、2007年6月23日）
- Honey Hunt Secret Cd Book（南谷Q太）（cheese!2007年8.9.10月号全員サービス、2007年6月23日）
- P-CLIP SUPER SOUND「蜜×蜜ドロップス〜マナータイム〜」（給仕）（少女コミック全員サービス）（2004年12月）
- ラブセレブ2（プロデューサーB）（2005年7月）

### BLCD
- ウブI（新川〈中学生〉）（2006年3月29日）
- 王朝ロマンセシリーズ
  - 王朝春宵ロマンセ（百合丸）（2004年7月16日）
  - 王朝夏曙ロマンセ（円空）（2005年11月30日）
- 可愛いひと。IV（遠藤大輔）（2005年1月20日）
- コーリング・ユー〜シャルル&ハルキシリーズ〜（敵2）（2004年11月20日）
- コルセーアIII〜風の暗殺者・前編〜（セレイ）（2006年2月25日）
- 世界の果てで待っていて〜天使の傷痕〜（葉室奏）（2007年5月25日）
- チョコレート・キス（永尾一）（2005年2月20日）
- デビジェル・クロニクル〜闇の封印、甘い傷跡〜（華月怜音）（2008年09月25日）
- 翡翠のためいき（ダニエル）（2007年6月25日）
- 無敵な夏休み-無敵なぼくらオリジナル番外編2-（佐藤）（2004年10月5日）
- 龍と竜〜白露〜（黒崎）（2008年5月23日）

### 吹き替え
- グルメ探偵ネロ・ウルフ 2nd Season（刑事、タクシー運転手 #10）（2006年7月14日、WOWOW）
- 悪い女〜青い門〜（ヒョヌ）（2004年8月27日）
- アーサー・クリスマスの大冒険（2011年12月23日）
- しあわせの処方箋 シーズン3（2012年3月29日、AXN）
- キング・オブ・マンハッタン 危険な賭け（2013年）

### Web
- フラット35「フラッコくんが答える【フラット35】ってなあに?」（ペンギン）（2006年10月26日、住宅金融公庫）

### テレビCM
- トーマスとハロルドの空中散歩セット（2006年9月13日 - 、バンダイ）
- デルトラ・クエストカードゲーム（2007年6月23日 - 、バンダイ）

### ラジオCM
- NTTドコモ（2003年）

### ナレーション、その他
- 「木更津キャッツアイ」映画宣伝（TBS）
- ザ!世界仰天ニュース（日本テレビ）

### 雑誌
- 声優アニメディア（2007年3月号）